# Lijst van rijksmonumenten in Susteren
De plaats Susteren telt 9 inschrijvingen in het rijksmonumentenregister. Hieronder een overzicht.
| Object                                                                    | Oorspronkelijke functie? | Bouwjaar               | Architect | Locatie          | Coördinaten?                 | Nr.?   | Afbeelding                                                     |
| ------------------------------------------------------------------------- | ------------------------ | ---------------------- | --------- | ---------------- | ---------------------------- | ------ | -------------------------------------------------------------- |
| Pastorie, huis met zadeldak                                               | Kerkelijke dienstwoning  | 19e eeuw               |           | Relindisstraat 1 | 51° 3' 38" NB, 5° 51' 2" OL  | 34946  | Upload foto                                                    |
| Sint-Amelbergabasiliek                                                    | Kerk en kerkonderdeel    | laatste helft 11e eeuw |           | Salvatorplein 1  | 51° 3' 42" NB, 5° 51' 3" OL  | 34947  | Meer afbeeldingen                                              |
| Huis met zadeldak evenwijdig aan de straat                                | Woonhuis                 |                        |           | Marktstraat 51   | 51° 3' 47" NB, 5° 50' 59" OL | 34948  | Upload foto                                                    |
| Huis met aan de straat een gepleisterde lijstgevel met ionische pilasters | Opslag                   | 1743 (ankerjaartal)    |           | Marktstraat 49   | 51° 3' 47" NB, 5° 50' 60" OL | 34949  | Meer afbeeldingen                                              |
| Terrein waarin overblijfselen van een abdij en een klooster               | Archeologisch monument   | middeleeuwen           |           |                  | 51° 3' 41" NB, 5° 51' 4" OL  | 46046  | Upload foto                                                    |
| Kerk O.L.Vrouw Onbevlekt Ontvangen                                        | Kerk en kerkonderdeel    | 1917-1918              |           | Marialaan 2      | 51° 3' 55" NB, 5° 51' 47" OL | 521385 | Kerk O.L.Vrouw Onbevlekt Ontvangen                             |
| St. Jozefschool                                                           | Onderwijs en wetenschap  | 1921                   |           | Marialaan 13     | 51° 3' 60" NB, 5° 51' 41" OL | 521386 | St. Jozefschool                                                |
| Dienstwoningen van de Nederlandse spoorwegen                              | Dienstwoning             | 1919                   |           | Heerenstraat 1   | 51° 3' 31" NB, 5° 51' 49" OL | 521387 | Dienstwoningen van de Nederlandse spoorwegen                   |
| Twee geschakelde dienstwoningen van de Nederlandse spoortwegen            | Dienstwoning             | 1919                   |           | Heerenstraat 3   | 51° 3' 30" NB, 5° 51' 51" OL | 521388 | Twee geschakelde dienstwoningen van de Nederlandse spoortwegen |